# Homalium polystachyum
Homalium polystachyum là một loài thực vật thuộc họ Salicaceae. Đây là loài đặc hữu của New Caledonia.